# جیمز استوارت (بازیکن فوتبال، زاده ۱۹۸۳)
جیمز "تادگر" استورت (به انگلیسی: James "Tadger" Stewart)  زادهٔ ۱۸۸۲ بازیکن فوتبال اهل انگلستان که سابقهٔ بازی در تیم ملی فوتبال انگلستان را در کارنامهٔ خود دارد. وی در تاریخ ۱۸ مارس ۱۹۰۷ نخستین بازی ملی خود را در مقابل تیم ملی فوتبال ولز انجام داد و با حضور در ۳ بازی ملی، در تاریخ ۱ آوریل ۱۹۱۱ واپسین بازی ملی‌اش را در برابر تیم ملی فوتبال اسکاتلند برگزار کرد.
این بازیکن توانسته در بازی‌های ملی، ۲ گل به ثمر برساند.